# Завітневич Олександр Михайлович
Завітневич Олександр Михайлович (нар. 19 квітня 1973, с. Осипівка, Вільшанський район, Кіровоградська область) — український політик, голова Комітету Верховної Ради з питань національної безпеки, оборони та розвідки. Юнацький товариш Володимира Зеленського.

## Життєпис
Олександр Завітневич народився 1973 року. Після закінчення середньої школи навчався на факультеті радіоінженерії Київського військового інституту управління та зв'язку. Офіцер запасу.
Згодом заочно навчався у Київському національному економічному університеті імені Вадима Гетьмана, де здобув кваліфікацію спеціаліста з економіки підприємства.
У 2012 році Олександр Завітневич разом з партнером став співзасновником та був обраний директором Смілянського ливарного заводу (Черкаська область).
У 2016 році став співзасновником київського ТОВ «М. Т.І», яким керує дружина Наталія Завітневич. Підприємство займається цілим рядом видів діяльності: надання в оренду інших машин, устатковання та товарів, лиття чавуну, сталі та легких кольорових металів, а також механічним обробленням металевих виробів та гуртовою торгівлею машинами й устаткованням для добувної промисловості та будівництва.

## Політика
Кандидат у народні депутати від партії «Слуга народу» на парламентських виборах 2019 року, № 39 у списку. Безпартійний..
За місяць до обрання був названий кандидатом на посаду голови комітету з питань національної безпеки і оборони у Верховній Раді України IX скликання, який був перейменований на з питань національної безпеки, оборони та розвідки (з 29 серпня 2019 року).
Член тимчасової слідчої комісії ВРУ з питань розслідування можливих протиправних дій представників органів державної влади та інших осіб, що могли сприяти порушенню державного суверенітету, територіальної цілісності та недоторканності України і становити загрозу національній безпеці України (з 19 травня 2021)
Голова Черкаської обласної організації партії «Слуга народу».

## Скандал із призначенням головою комітету
Численні ЗМІ відкрито писали, що Завітневич отримав керівну посаду в одному з найважливіших комітетів Ради виключно завдяки кумівству. Відомо, що Завітневич та Володимир Зеленський товаришують з юності.
Журналісти зазначили[хто?], що призначення Завітневича на посаду голови оборонного комітету виглядає дивно, оскільки він є лише офіцером запасу і не має досвіду керівництва у військовій сфері.

## Інфаркт
У 2019 році у Завітневича стався інфаркт, через що він пропустив більшість засідань комітету. За словами Володимира Зеленського, він «ледве не вмер».

## Сім'я
З 1999 року одружений із Наталією Завітневич. Вона народилась у Кривому Розі, навчалася у 95-й гімназії в одному класі із Володимиром Зеленським. У неї є дипломи міжнародника та психолога. 2009 року захистила кандидатську роботу (кандидат політичних наук).
Крім того, у 2019 році вона стала власницею ТОВ «М. Т. І.» (надання в оренду інших машин, обладнання та товарів) та співвласником ТОВ «Смілянський ливарний завод». У подружжя є син Єгор та дочка Катерина.